# (10878) Moriyama
(10878) Moriyama (1996 VV) – planetoida z pasa głównego asteroid okrążająca Słońce w ciągu 4,01 lat w średniej odległości 2,52 j.a. Odkryta 3 listopada 1996 roku.